# Edmilson Carlos Abel
Edmilson Carlos Abel (født 23. februar 1974) er en tidligere brasiliansk fodboldspiller.